# K–141 Kurszk
A K–141 Kurszk (oroszul: К-141 Курск) orosz 949A Antyej típusú (NATO-kódja: Oscar–II) robotrepülőgép-hordozó atom-tengeralattjáró volt, amely teljes személyzetével elsüllyedt a Barents-tengeren 2000. augusztus 12-én. Katasztrófája az év egyik legnagyobb nemzetközi érdeklődést kiváltó eseménye volt.
A hajó a nevét Kurszk városáról kapta, amely térségében a második világháború legnagyobb páncéloscsatája zajlott 1943-ban. Azok közé az orosz atom-tengeralattjárók közé tartozott, amelyeket már a Szovjetunió felbomlása után építettek. Az orosz Északi Flottánál állították szolgálatba. Honi kikötője Vigyajevóban volt.

## Története
A Kurszk építése 1992-ben kezdődött az Arhangelszk közelében fekvő Szeverodvinszkben. 1994-ben bocsátották vízre, és még ugyanabban az évben, december 30-án hadrendbe állították. A hajót 1995-ben szentelték meg ortodox rituálé szerint. A Kurszk volt az utolsó tagja a még a szovjet időkben tervezett 949A Antyej (Oscar–II) típusú hajóknak. A dupla hajótörzs miatt ezt az osztályt elsüllyeszthetetlennek tartották. A külső héj mindössze 8,5 mm vastagságú, magas nikkel- és krómtartalmú ötvözött acélból készült, az ötvözet jól ellenáll a korróziónak, és mágneses tulajdonságai is kedvezőek, mert csak kis mértékben módosítja a Föld mágneses mezejét, ez pedig megnehezíti a hajó felderítését a mágnesesanomália-detektorokkal.
A Kurszk az orosz Északi Flottában szolgált. Forráshiány miatt a flotta az 1990-es években hatalmas leépítéseket volt kénytelen elszenvedni. A Barents-tengerről sok tengeralattjárót dokkba vontattak, és sorsukra hagyva lassú korrózióra ítéltek. A hadfelszerelés legszükségesebb részét leszámítva mindent elégtelenül szervizeltek, a kereső és életmentő berendezéseket és felszerelést is. Az 1990-es évek közepére költségvetési átcsoportosítások következtében az Északi Flottánál szolgáló tengerészeket egyre rosszabbul fizették. Az évtized vége azonban a flotta új reneszánszát hozta. 1999-ben a Kurszk sikeres felderítést hajtott végre a Földközi-tengeren. Célja az Egyesült Államok Hatodik Flottájának megfigyelése volt a koszovói háború idején. A 2000. augusztusi hadgyakorlat a legnagyobb nyári gyakorlat volt a Szovjetunió felbomlása óta. Négy hadi tengeralattjáró, a flotta Nagy Péter nevét viselő zászlóshajója (Pjotr Velikij rakétás csatacirkáló) és több kisebb hajó vett részt rajta.

## A baleset

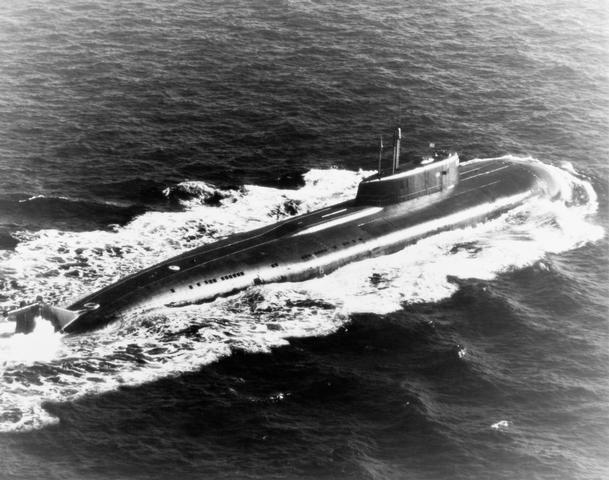
A K–186 Omszk, egy a K–141 Kurszkhoz hasonló, Oscar–II osztályú tengeralattjáró

A Kurszk feladata a gyakorlat során az volt, hogy hatástalanított torpedókat lőjön ki a Kirov osztályú Pjotr Velikij rakétás csatacirkálóra. 2000. augusztus 12-én, helyi idő szerint 11:28-kor (UTC 07:28) kilőtték a torpedókat, majd röviddel ezután robbanás történt a Kurszk fedélzetén. Az egyetlen hitelesnek nevezhető jelentés szerint a robbanás kiváltója egy újonnan kifejlesztett torpedó meghibásodása volt. A robbanás ereje 100–250 kg TNT robbanásának erejével ért fel, 2,2 fokozatot ért el a Richter-skálán. A tengeralattjáró körülbelül 135 kilométerre Szeveromorszktól 
(69°40′N 37°35′E) 108 méter mélyre süllyedt. A második robbanás 135 másodperccel az első után következett be, 3000–7000 kg TNT erejével ért fel, 3,5 és 4,4 közötti fokozatot ért el a Richter-skálán. Mind az első, mind a második robbanás ereje rengeteg törmeléket lökött hátra a tengeralattjáróban – ez minden, a torpedóteremben bekövetkezett robbanás velejárója.

### Az első robbanás
A gyakorlat 2000. augusztus 12-én, kora reggel kezdődött. A Kurszk feladata az volt, hogy két (hatástalanított) torpedót lőjön ki egy Kirov osztályú rakétás csatacirkálóra. Helyi idő szerint 11:28-kor (07:28 UTC) magas koncentrátumú hidrogén-peroxid (a torpedók hajtóanyaga) szivárgott be egy rozsdás részen keresztül a torpedóvető csőbe. Ez a csőben található sárga- és vörösrézzel reakcióba lépve láncreakciót váltott ki, ami kémiai eredetű robbanáshoz vezetett.
A szivárgásmentesen záródó ajtó, ami a torpedótermet a hajó többi részétől elválasztotta, tüzelés előtt nyitva maradt. Ez az eljárás nyilvánvalóan megszokott volt a torpedóteremben a tüzelés során keletkezett felesleges sűrített levegő eltávolítására, a baleset során viszont ez a körülmény felel azért, hogy a robbanás közvetlenül elért kettőt is a tengeralattjáró kilenc rekeszéből. Hét, az első rekeszben tartózkodó tengerész valószínűleg azonnal meghalt, további harminchat legalábbis megsebesült a második rekeszben.
Mivel a tengeralattjáró szellőzőcsatornája gyengén működött, az első robbanás hulláma könnyen végigterjedt benne, füsttel és lángokkal töltve be a hajó más részeit is, például a parancsnoki hidat. Az első robbanást követően a kapitánynak a rutineljárás szerint el kellett volna rendelnie a vészemelkedést, ami a tengeralattjárót a lehető leggyorsabban a felszínre juttatja, de a füst ezt megakadályozta. Az elméletileg automatikusan felszínre indított vészjelzőbója is csődöt mondott, ennek vészhelyzet (ilyen például a nyomás hirtelen megváltozása vagy a tűz) esetén magától kell működésbe lépnie, s a felszínre jutva a mentőalakulatok munkáját segíti a bajba jutott hajó helyzetének meghatározásában. A bóját az előző nyáron végrehajtott földközi-tengeri bevetés során hatástalanították, mikor attól tartottak, hogy a bója véletlenszerű és hibás felmerülése elárulhatja az amerikai flottának a hajó helyzetét.

### A második robbanás
Két perc tizenöt másodperccel később egy sokkal nagyobb robbanás rázta meg a hajót. Észak-európai szeizmológiai mérések szerint a második robbanás a tengerfenék mélységében következett be, ami arra utal, hogy a tengeralattjáró a fenéknek ütközött, és ott az első robbanás következtében létrejött magas hőmérséklet miatt újabb torpedók robbantak fel. A második robbanás 3–7 tonna TNT erejével volt egyenértékű, ami körülbelül fél tucat robbanófejet jelent. A robbanás 3,5-ös értéket ért el a Richter-skálán. A második robbanást követően az atomreaktorokat lekapcsolták, hogy megelőzzenek egy nukleáris katasztrófát, bár a robbanás ereje önmagában is majdnem elég volt, hogy elpusztítsa a reaktorokat.

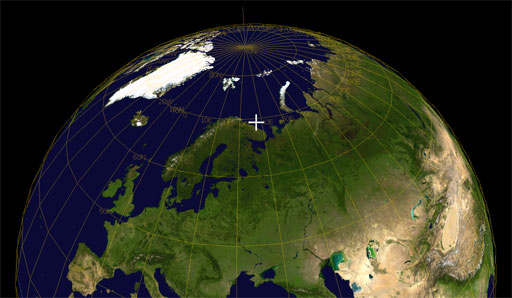
A baleset helyszíne

A második robbanás két négyzetméter átmérőjű lyukat ütött a hajó oldalán, amelyet úgy terveztek, hogy 1000 méteres mélység nyomását is kibírja. A robbanás a harmadik és negyedik hajórekesz zárófalát is feltépte. Víz áramlott ezekbe a rekeszekbe, másodpercenként 90 000 liter. Ennyi elég volt, hogy megöljön mindenkit, aki ott tartózkodott, többek között a Hetedik SSGN Hadosztály Főparancsnokságának öt főtisztjét. A hajó ötödik rekeszében voltak az atomreaktorok, további öt hüvelyk (~ 13 cm) vastag acélba ágyazva. A rekesz válaszfala kibírta a robbanást, a szabályzórudak a helyükön maradtak, nem következett be atomkatasztrófa. A nyugati szakértők csodálatukat fejezték ki a szovjet/orosz mérnökök teljesítménye iránt – olyan tengeralattjárót terveztek, ami csodálatos módon ennyit kibírt.

### A túlélők utolsó órái
A hatodik, hetedik, nyolcadik és kilencedik rekeszekben dolgozó huszonhárom ember túlélte a robbanást. A kilencedik rekeszben gyűltek össze, ahol a másodlagos menekülőcsatorna is volt (az elsődleges a megsemmisült második rekeszben volt). Dmitrij Kolesznyikov másodkapitány – a három életben maradt másodkapitány egyike – úgy tűnik, átvette a parancsnokságot és leírta mindazon túlélők nevét, akik a hajó kilencedik rekeszében tartózkodtak. A robbanáskor a kilencedikben a nyomás akkora volt, mint a felszínen, fizikailag tehát lehetségesnek tűnt, hogy a menekülési fedélzeti nyíláson keresztül egyesével hagyják el a hajót. Ez 100 méteres emelkedést jelentett volna a sarki vízben, mentőöltözékben, hogy aztán a felszínen lebegve várják meg a segítséget. Nem ismeretes, hogy a fedélzeti nyílás belülről működtethető volt-e – a vélemények még mindig megoszlanak arról, hogy a szerkezet mennyire sérülhetett meg a robbanás során –, az azonban valószínű, hogy a legénység nem vállalkozott volna a veszélyes menekülési kísérletre akkor sem, ha a fedélzeti menekülőnyílás működőképes. Esélyeiket inkább talán abban látták, hogy megvárják, amíg a mentőhajó rácsatlakozik a fedélzeti nyílásra.
Nem lehet teljes bizonyossággal megállapítani, hogy a legénység megmaradt része meddig volt életben. Miután az atomreaktorok automatikusan lekapcsoltak, a vész-energiaellátás lassan kimerült. A legénység körül teljes lett a sötétség és csökkenni kezdett a hőmérséklet. Kolesznyikov még két bejegyzést tett, sokkal rendezetlenebb sorokkal, mint a korábbiak. Az utolsó így szól:
| „                                                                               | Sötét van itt az íráshoz, de megpróbálom vakon. Úgy tűnik, nincs esélyünk, talán 10-20%. Reméljük, legalább ezt elolvassa valaki. Itt a lista a más rekeszekből idegyűlt legénységről, akik most itt vannak a kilencesben, és megpróbálnak kijutni. Üdvözlet mindenkinek, nem kell kétségbeesni. Kolesznyikov. | ” |
| – a túlélők parancsnokának, Kolesznyikov másodkapitánynak az utolsó feljegyzése | |   |

Nagy vita folyt arról, vajon meddig maradhattak életben a tengerészek. Egyes – különösen orosz – szakvélemények szerint nagyon gyorsan meghalhattak. Ismert tény, hogy a mozdulatlan Oscar–II osztályú tengeralattjárókban a hajócsavar tengelye közelében szivárog a víz, amit 100 méteres mélységnél lehetetlen eldugaszolni. Mások arra mutatnak rá, hogy rengeteg elhasznált szuperoxid-tartalmú kémiai patront találtak, amit a szén-dioxid elszívására és oxigén kémiai úton való előállítására alkalmaznak. Ez lehetővé tehette, hogy a tengerészek akár napokig életben maradhassanak. Keserű csavar, hogy egyben haláluk oka is ez lehetett. Egy tengerész véletlenül vízzel hozhatta kontaktusba valamelyik patront, ez kémiai reakciót indított el és hirtelen fellobbanó tüzet okozhatott. A hivatalos vizsgálat megállapította, hogy néhány tengerész vízbe merülve valószínűleg túlélte a tüzet – a falon a tűz nyomai azt jelzik, hogy a víz magas szinten állhatott a hajó alsóbb részeiben. A tűz azonban gyorsan felemésztette a megmaradt oxigént is, az életben maradt tengerészek tehát valószínűleg megfulladtak.
A Science Channel által közvetített Raising the Kursk („A Kurszk kiemelése”) című oknyomozó műsora így fogalmaz: „2002 júniusában az Orosz Haditengerészet kiemelte a Kurszk orr-részét. Röviddel ezután az orosz kormány vizsgálata megállapította, hogy a Kurszk 2000. augusztusi elsüllyedését meghibásodott torpedó okozta.”

## A baleset kezelése

### Az orosz kormányzat viselkedése
Ahogy azt a The Guardian egyik szakértője megjegyezte: „Vlagyimir Putyin számára a Kurszk-válság nem pusztán emberi tragédia volt, hanem személyes PR-katasztrófa. Huszonnégy órával a tengeralattjáró eltűnése után, miközben az orosz haditengerészeti vezérkar a 118 tengerész szerény esélyét latolgatta, Putyint feltűrt ingujjal láthattuk, amint Fekete-tengeri nyaralójában kerti hússütést rendez.”
Az első nyilatkozat, amit az Orosz Haditengerészet a sajtónak küldött, úgy fogalmaz, hogy a tengeralattjárón „kisebb műszaki nehézségek” merültek fel. A kormány jelentéktelennek tüntette fel kezdetben az incidenst, utóbbi nyilatkozatok szerint viszont a rossz időjárás tette lehetetlenné a fedélzeten tartózkodók kimentését.
Augusztus 18-án Nagyezsda Tilik, a Kurszkon szolgáló Szergej Tilik hadnagy édesanyja egy sajtótájékoztatón élő egyenes adásban heves szavakkal minősítette a hivatalos szervek eljárását a hajó katasztrófája ügyében. Miután az elhallgattatására tett kísérletek kudarcot vallottak, egy ápolónő nyugtatóinjekciót adott be az asszonynak, majd öntudatlan állapotban eltávolították a teremből. Ez a nemzetközi sajtó által is rögzített esemény olaj volt a tűzre, súlyos kritikák érték a kormány katasztrófa-kezelési intézkedéseit és kommunikációs stratégiáját is.

### Mentési kísérletek

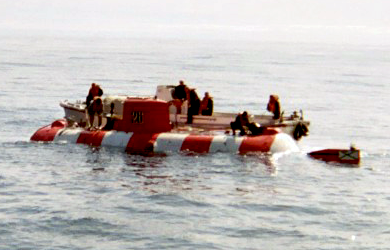
Az AS–28 Priz mentőkomp

A hadgyakorlatban részt vevő és a robbanást észlelő többi hajó először nem jelentette az eseményeket. Mindegyikük csak a saját szerepét ismerte a hadgyakorlatban – azt feltételezték, hogy a robbanást olyan mélységi akna okozta, ami a gyakorlat része volt. A gyakorlat parancsnokai utóbb úgy nyilatkoztak, egészen estig nem tűnt föl nekik, hogy nem hallottak semmit a Kurszkról. Később az este folyamán, miután az ismételt kapcsolatteremtési kísérlet is eredménytelen volt, mentési műveletet indítottak el. A Rudnyickij nevű mentőhajó, amely két, alámerülésre alkalmas mentőkompot szállított (egy AS–32-est és a Priz nevű AS–34-est), másnap reggel 8:40 körül érte el a mentési zónát.
A mentőkompok akkumulátorai igen rossz állapotban voltak: gyorsan lemerültek és körülményes volt őket feltölteni. Az AS-32-es gyakorlatilag használhatatlannak bizonyult. A Priz eredményesebb volt: hétfő délután elérte a Kurszk kilencedik rekeszét, de a dokkolás sikertelen volt. Kedden és szerdán a rossz időjárás lehetetlenné tette a további próbálkozásokat. Csütörtökön egy újabb kísérlet során létrejött a kapcsolat, de a dokkoláshoz szükséges vákuumzár nem.
Az Egyesült Államok – akárcsak a brit kormány – felajánlotta, hogy az oroszok rendelkezésére bocsátja két mélymerülésű mentőkompja közül az egyiket. 2000. augusztus 16-án az orosz kormány elfogadta a brit és a norvég kormány segítségét. Augusztus 17-én Norvégiából egy mentőhajó indult útnak, augusztus 19-én ért a helyszínre. A brit mélytengeri búvárok augusztus 20-án, vasárnap érték el a kilencedik rekesz mentőnyílását. Megállapították, hogy a rekeszt víz árasztotta el, túlélőket találni reménytelen.

## A hajó kiemelése
A tengeralattjáró törzsének legnagyobb részét felszínre hozták, kivéve a hajó részben megsemmisült orr-részét. A munkálatokat a holland Smit International és Mammoet roncsmentő társaságok végezték 2001 őszén, egy Giant 4 típusú uszály segítségével. A roncsot az Orosz Flotta roszljakovói hajójavítójába vontatták. A 118 fős szerencsétlenül járt legénység 115 tagjának holttestét találták meg, és helyezték örök nyugalomra. Putyin elnök rendeletben tüntette ki posztumusz a legénység minden tagját a Bátorság Érdemrendjével. A Kurszk kapitányát, Gennagyij Liacsint az Oroszországi Föderáció Hőse címmel tüntették ki. Az orosz kormányzat határozottan tagadta, hogy a Kurszk nukleáris robbanófejeket szállított volna.

## A robbanás okait magyarázó összeesküvés-elméletek

### Öngyilkos merénylő
Szinte közvetlenül a Kurszk elsüllyedése után a független csecsen hírügynökség, a Kavkaz-Center jelentette, hogy a robbanást a legénység egy tagja, egy öngyilkos merénylő okozta, aki a dél-oroszországi muszlim többségű Dagesztánból származik. Állítólag azért robbantotta fel magát, hogy a muszlim csecsen szabadságharcosok ügyére irányítsa a közfigyelmet. A hivatalos szervek gyorsan elvetették ezt a lehetőséget.

### A hivatalos jelentés álca lenne?
A 2002-ben kiadott kétezer oldalas hivatalos jelentés szerint – melynek alapján az eseményeket ismertették – a Kurszk elsüllyedését végső soron hajtóanyag-szivárgás, az annak nyomában bekövetkező torpedórobbanás, majd pedig a fenékhez csapódás után az orr megsemmisülését további torpedók felrobbanása okozta. Az összeesküvés-elméletek hívei szerint a hivatalos jelentés csak álca, ami az Oroszország és az USA közti viszony megerősítését szolgálta. [forrás?]

### Vezetői hiba
Mások annak adnak hangot, hogy a Kurszk elvesztését neves és hiteles elemzői jelentések komoly hibaként értékelték. 2002-ben a témával kapcsolatban megjelent két említésre méltó könyv – Kursk, Russia's Lost Pride („Kurszk, Oroszország elvesztett büszkesége”) és A Time to Die: The Kursk Disaster („A halál órája: a Kurszk-katasztrófa”) – ismertetőjében a The Guardian így írt: „A reménytelenül elrontott mentési kísérlet, amit csak akadályozott a rosszul megtervezett és idejétmúlt felszerelés, jól illusztrálta Oroszország katonai erejének hanyatlását. A haditengerészet érzéketlen bánásmódja az eltűntek családtagjaival szemben az egyén szenvedésével szembeni korábbi szovjet közönyösséget idézte. A haditengerészet és a kormány hazugságai és leplezési kísérletei a glasznoszty előtti időkből keltek újra életre. A nagyban ellentmondásos összeesküvés-elméletek, hogy mi okozta a Kurszk katasztrófáját, megegyeztek abban, hogy a tengerészet felső vezetését zűrzavar jellemzi, és hogy a vezetés inkább bűnbakot keresett, semmint hogy a balesettel magával foglalkozott volna.”

### Ütközés-elméletek
Számos elmélet látott napvilágot a Kurszk és egy másik tengeralattjáró vagy hajó összeütközéséről. Mivel a Kurszk nagyszabású orosz tengeri hadgyakorlat során süllyedt el, sok haditengerészet és kormány szívesen ellenőrizte volna a keresési műveleteket, köztük az Egyesült Államok és az Egyesült Királyság. Amíg a felszíni tengeri hadgyakorlatokat könnyen meg lehet figyelni felderítő műholdakkal, addig a rakétajelzéseket és más adásokat ezek az eszközök nem érzékelik. Számos ok miatt nem képesek továbbá tengeralattjárókat sem észlelni. Következésképp bevett szokás, hogy hadgyakorlat alkalmával kémhajókat és tengeralattjárókat küldenek a terület közelébe azok az országok, amelyek ilyen információhoz kívánnak jutni.[forrás?]

#### USS MemphisésUSS Toledo

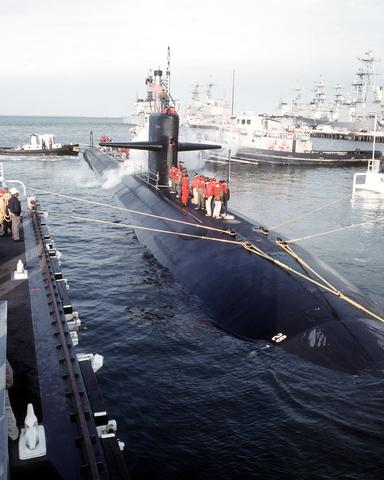
A USS Memphis

Röviddel a Kurszk elsüllyedése után két amerikai Los Angeles osztályú tengeralattjáró, a USS Memphis és a USS Toledo európai kikötőben kötött ki. A tengeralattjárók behatóbb ismerete nélkül néhány ember úgy vélte, hogy vagy rosszban sántikáltak, vagy összeütköztek, de minden bizonnyal a hadgyakorlatot figyelték meg. Mikor a Kurszk elsüllyedt, a Memphis és a Toledo adatokat gyűjtött a robbanásról. A baleset után a gyakorlatot lefújták, és a két amerikai tengeralattjárót kikötőbe rendelték, hogy további elemzés céljára átadják a gyűjtött adatokat az Amerikai Haditengerészeti Parancsnokságnak.[forrás?]

#### Tartalék-akkumulátorok
Az első robbanással kapcsolatban az az elgondolás is szárnyra kapott, hogy az egyik tartalék-akkumulátor robbant fel. Abban az időben nem volt szokatlan, hogy az akkumulátorok szivárgás következtében felrobbannak. Az akkumulátorok tartalék energiaforrásként szolgálnak, ha a reaktorok nem működnek. Hasonlóan a személyautók akkumulátorához működés közben töltődnek, hidrogént állítanak elő, és ha ez szivárog, felrobbanhat. Az elméletet megdöntötte, hogy a torpedóvető csőben olyan nyomokat találtak, amelyek arra utaltak, hogy az robbant fel először, azonban a torpedócső az orr-résszel együtt a víz alatt maradt.

#### Torpedó tévedésből
A Napi Világgazdaságban megjelent cikk szerint a Kurszk olyan manővereket végzett, amit a megfigyelő amerikai tengeralattjárók támadásként értékeltek, és „védekezésként” torpedót indítottak. Az értesülést rádióamatőrök által elfogott és visszafejtett diplomáciai levelezésre alapozták.[forrás?]

#### A film:Kurszk, avagy tengeralattjáró veszélyes vizeken
Jean-Michel Carré francia filmrendező 2005. január 7-én a francia tv France 2-es csatornáján bemutatott Kurszk, avagy tengeralattjáró veszélyes vizeken (Koursk: un sous-marin en eaux troubles) című filmjében azt állítja, hogy a Kurszk a USS Toledo amerikai tengeralattjáróval történt ütközése miatt süllyedt el. Carré szerint a Kurszk egy Skval típusú torpedót tesztelt, amit a térségben tartózkodó két, szolgálatot teljesítő tengeralattjáró figyelt meg, a USS Toledo és a USS Memphis.
A Kurszknak a Pjotr Velikij rakétás csatacirkáló volt a kijelölt célpontja. Ennek elkerülő manővert kellett volna végrehajtania, amikor megszakadt a tengeralattjáróval a kapcsolat. Állítólag, a Kurszk roncsmentése során a csatahajó olyan zöld-fehér vészjelzőbójákat talált, amit csak az Egyesült Államok, az Egyesült Királyság és Norvégia haditengerészete használ.
A történet szerint a Kurszk és a USS Toledo összeütközött és az utóbbi megsérült (videófelvétel mutatja be a Kurszk oldalában vájt mély barázdákat). Elkerülendő, hogy a Kurszk torpedót lőjön ki a USS Toledóra (amire a torpedóvető cső nyitásának hangjából következtettek), a USS Memphis egy Mark 48-as torpedót lőtt ki az orosz tengeralattjáróra. A történet szerint az amerikai torpedó a Kurszk egy régi típusú torpedóját találta volna el, ami csak később robbant fel. Amikor ez megtörtént, a robbanás óriási kárt tett a Kurszkban. Carré – aki nem jártas a tengeralattjárókban, amerikai vagy orosz haditengerészeti műveletekben – azt állítja, hogy Putyin szándékosan titkolta el az igazságot arról, hogy valójában mi is történt, és szándékosan hagyta a legénységet odaveszni, hogy elkerülje az amerikai kormánnyal a feszültséget (lásd a Libération francia újság cikkét:  Archiválva 2006. június 14-i dátummal a Wayback Machine-ben). A The New York Times később felfedte, hogy a USS Memphis ténylegesen a Kurszk torpedótesztjét figyelte meg. A zöld-fehér automatikusan működő vészjelzőbójákat, amit a Pjotr Velikij csatahajó talált, csak az amerikai, az egyesült királysági és a norvég haditengerészet használja (az orosz vörös-fehér bójákat alkalmaz).
Egy másik esemény, amivel alá akarták támasztani a történet igazságtartalmát, hogy a USS Toledo kikötött a Håkonsvern Tengerészeti Állomáson Bergenben, Norvégiában. Itt, amint az szokás, csak amerikaiak vizsgálhatták meg a hajót. (A USS Toledo és USS Memphis bergeni tartózkodásával kapcsolatban lásd a From a Russian magazine report („Egy orosz magazin riportjából”) című részt a következő forrásban: ) Ezt a változatot erősíti az is, hogy az USA elengedte Oroszország egy komoly pénzügyi tartozását és további kölcsönre adott lehetőséget. Továbbá, habár a hajó testét végül egy holland cég kiemelte, a sérült orr-részt levágták, és a tengerfenéken hagyták. A nyilvánvaló titoktartás ellenére egy, a kiemelt tengeralattjáróról készült videófelvétel mutatja be azt a homorú sérülést, ami a becsapódásnak köszönhető. (Lásd a képeket:  Archiválva 2007. július 11-i dátummal a Wayback Machine-ben és  Archiválva 2007. július 11-i dátummal a Wayback Machine-ben) Az áldokumentum állítása szerint ez az amerikai gyártmányú MK-48-as torpedó tipikus jele. Mára a Kurszk roncsát beolvasztották és megsemmisítették.
Néhány jól informált nyugati tengeralattjáró-szakértő rámutat arra, hogy számos probléma merül fel az ütközés teóriájával kapcsolatban:

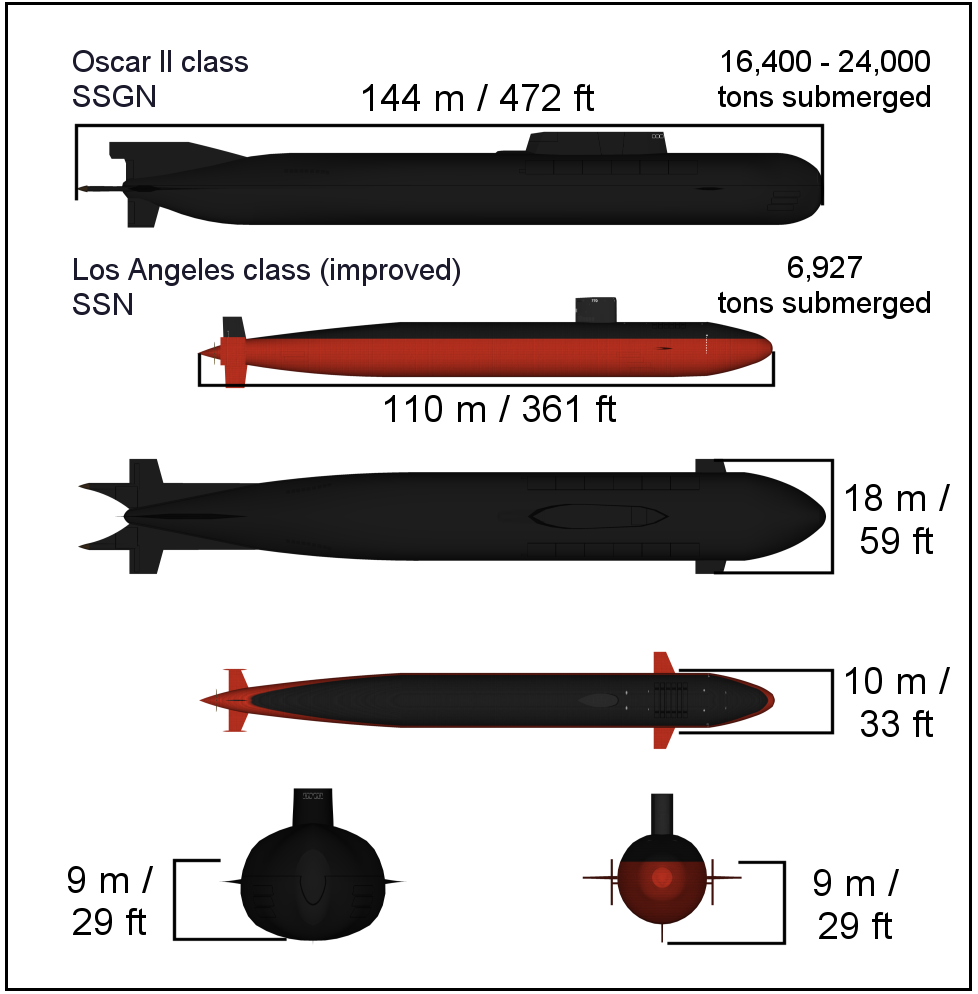
A nagyobb Kurszk és a kisebb USS Toledo méreteinek összehasonlítása

1. Az orosz Oscar osztályú tengeralattjáróknak alámerült állapotban a vízkiszorítása (fizikai tömege) kétszer annyi, mint Los Angeles-osztályú társainak. Így alapvető fizikai okokból kifolyólag nem valószínű, hogy a Kurszk ennyivel sokkal nagyobb sérülést szenvedett volna egy ilyen ütközés során.
2. A békeidőre vonatkozó amerikai harcérintkezés szabályai semmi esetre sem engedték volna meg az amerikai tengeralattjárónak, hogy tüzet nyisson a Kurszkra, anélkül hogy az torpedót lőtt volna ki rá. Erre vonatkozólag semmilyen hiteles forrású vita nem hangzott el.
3. Ha az állítólagos ütközés tényleg bekövetkezett volna, az amerikai tengeralattjáró közelsége megakadályozta volna a másik amerikai tengeralattjárót, hogy torpedót lőjön ki a Kurszkra. Mivel az MK-48-as torpedó csak hangalapú lokációt használ, ez ugyanúgy veszélyeztette volna a tüzelést végrehajtó tengeralattjárót is.
4. Az az ötlet, hogy egy amerikai torpedó eltalálhat egy még ki nem lőtt orosz torpedót – ami csak később robbant föl – elég valószínűtlen. Természetüket tekintve a torpedók úgy működnek, hogy a célpont közelébe kerülve felrobbantják masszív robbanófejüket, és így pusztítják el a közeli ellenséget. Egyik ország sem alkalmaz olyan tengeralattjáró torpedókat, amelyek kis lyukat képesek ütni, mint azt a történet állítja.

További részletekért lásd a Sundance Channelt: 